# Choceňský případ
Choceňský případ se odehrál v noci ze 12. května na 13. května 1949 na letišti v Chocni, když šestice mladých lidí přepadla dvojici na letišti hlídkujících ozbrojených příslušníků Sboru národní bezpečnosti (SNB) s tím, že chtěla ilegálně opustit komunistické Československo ve dvou malých odcizených sportovních letadlech. První trojice mladých mužů odstartovala z letiště prvním letadlem, ale druhá trojice byla ještě před startem druhého stroje přepadena na letištní ploše příslušníkem SNB, který se osvobodil z pout a přímo v kabině z bezprostřední blízkosti zastřelil pilota, jeho přítelkyni a těžce postřelil i třetího člena posádky. První letadlo nedaleko státních hranic v mlze havarovalo, všichni tři z jeho posádky sice vyvázli se zraněními, ale nakonec zatčení neunikli. Zatčen byl i na letištní ploše postřelený člen posádky druhého stroje. V následujícím politickém procesu byli všichni přeživší odsouzeni k vysokým trestům odnětí svobody.

## Podrobněji

### Pohnutky

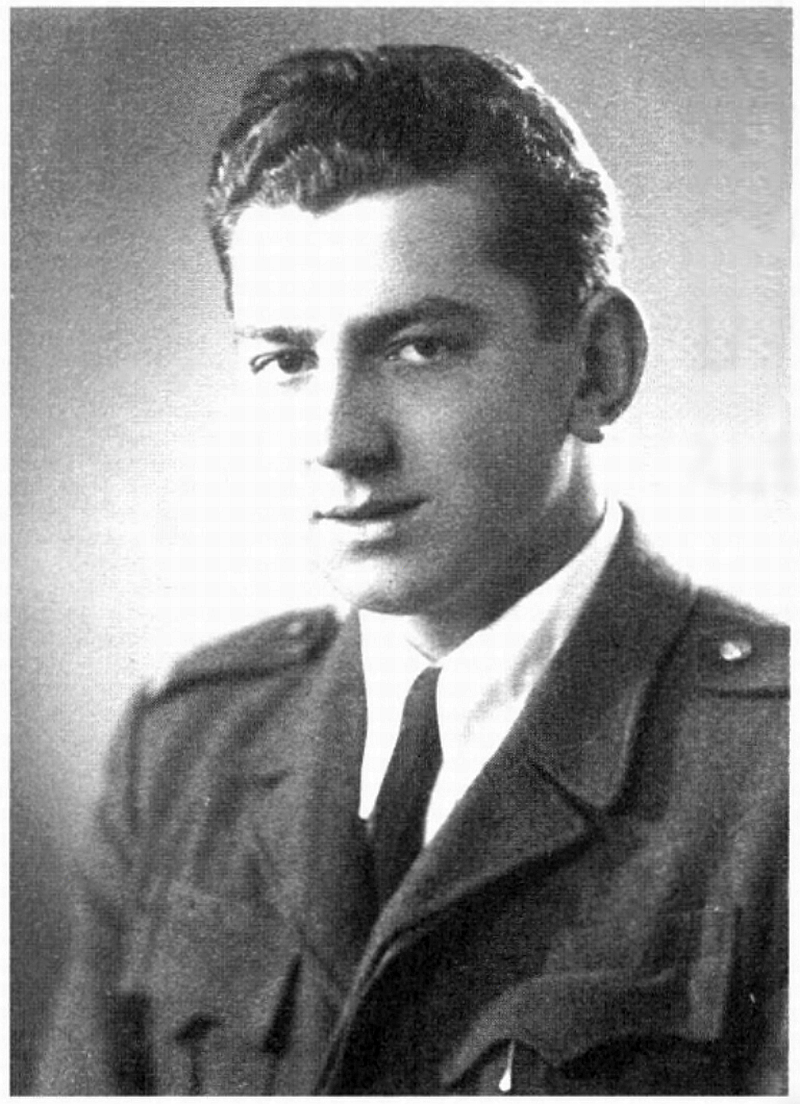
Vlastimil Klenovský v roce 1946

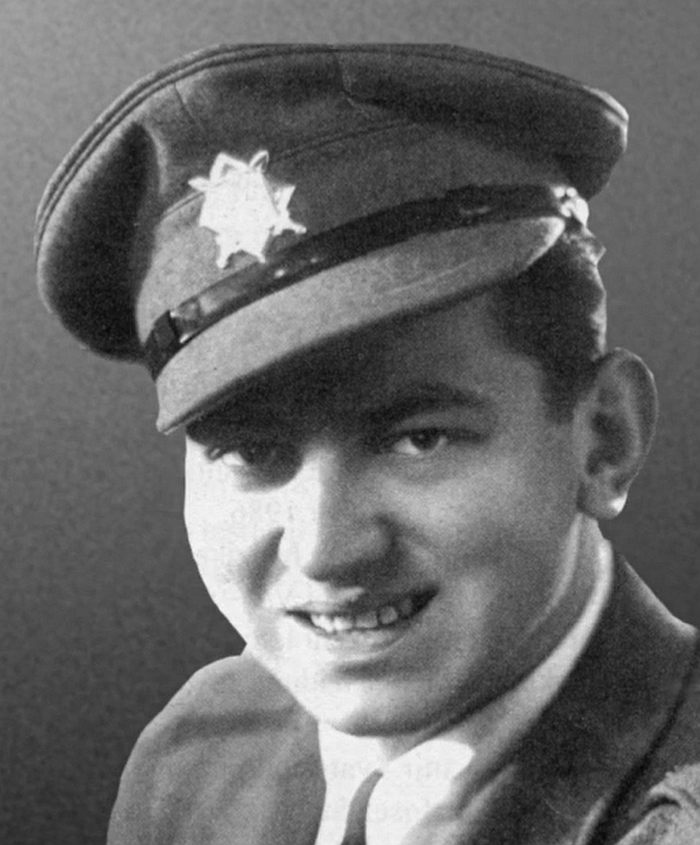
Vlastimil Klenovský v roce 1947

Po komunistickém převratu v únoru 1948 proběhly v československé armádě personální čistky namířené především proti příslušníkům západního (v některých případech i východního) odboje. Osoby zřetelně nastolenému režimu nepohodlné byly v krátkém čase z armády propuštěny. To byl i osud některých „státně nespolehlivých“ posluchačů letecké vojenské akademie v Hradci Králové a to i těch, kteří zahájili studium nedávno například již v poválečném roce 1946. Dne 22. prosince 1948 bylo několik bývalých frekventantů výše zmíněné akademie převeleno k pomocnému leteckému vojenskému útvaru ve Vysokém Mýtě, aby zde vyčkali na konečné kádrové stanovisko Ministerstva národní obrany. Mezi takto „postiženými“ byli:
- Vlastimil Klenovský (* 13. září 1927 – 13. května 1949);[1]
- Jan Horníček (* 1926);
- Zdeněk Mikš (* 1926);
- Miroslav Nový (* 1927) a
- Jaroslav Valášek (* 1927).[3]

První dva jmenovaní se za nastalé situace rozhodli pro ilegální opuštění komunistického Československa a do příprav k útěku zapojili i své podobně perzekvované přátele. Protože se jednalo o budoucí letce, zvolili jako prostředek k útěku letadlo.

### Přípravy
Po demobilizaci nastoupil Jaroslav Klenovský jako mechanik do tehdejšího národního podniku Let v Chocni. (Ve stejném podniku byl zaměstnán i jeho kamarád Jan Horníček.) Klenovský měl možnost (jako zaměstnanec a pilot) se detailně seznámit s poměry na choceňském podnikovém letišti ve Dvořisku (ostraha letiště, letecký park, spojení, palivové zásoby, ...). Přítomnost zde hangárovaných trojmístných malých letadel jej inspirovala k plánu zmocnit se alespoň jednoho z nich a odletět s ním z Československa do západní okupační zóny v Německu. Rámcový plán útěku do zahraničí (i v podobě náčrtů) vypracovali Klenovský s Horníčkem a ve dnech 8. a 10. května 1949 pak s ním Klenovský seznámil ostatní přátele včetně své dívky, konzervatoristy Hedy Prokopové (* 1931 – 13. května 1949) z Brna. Dnem „D“ měl být 13. květen 1949.

### Plán akce

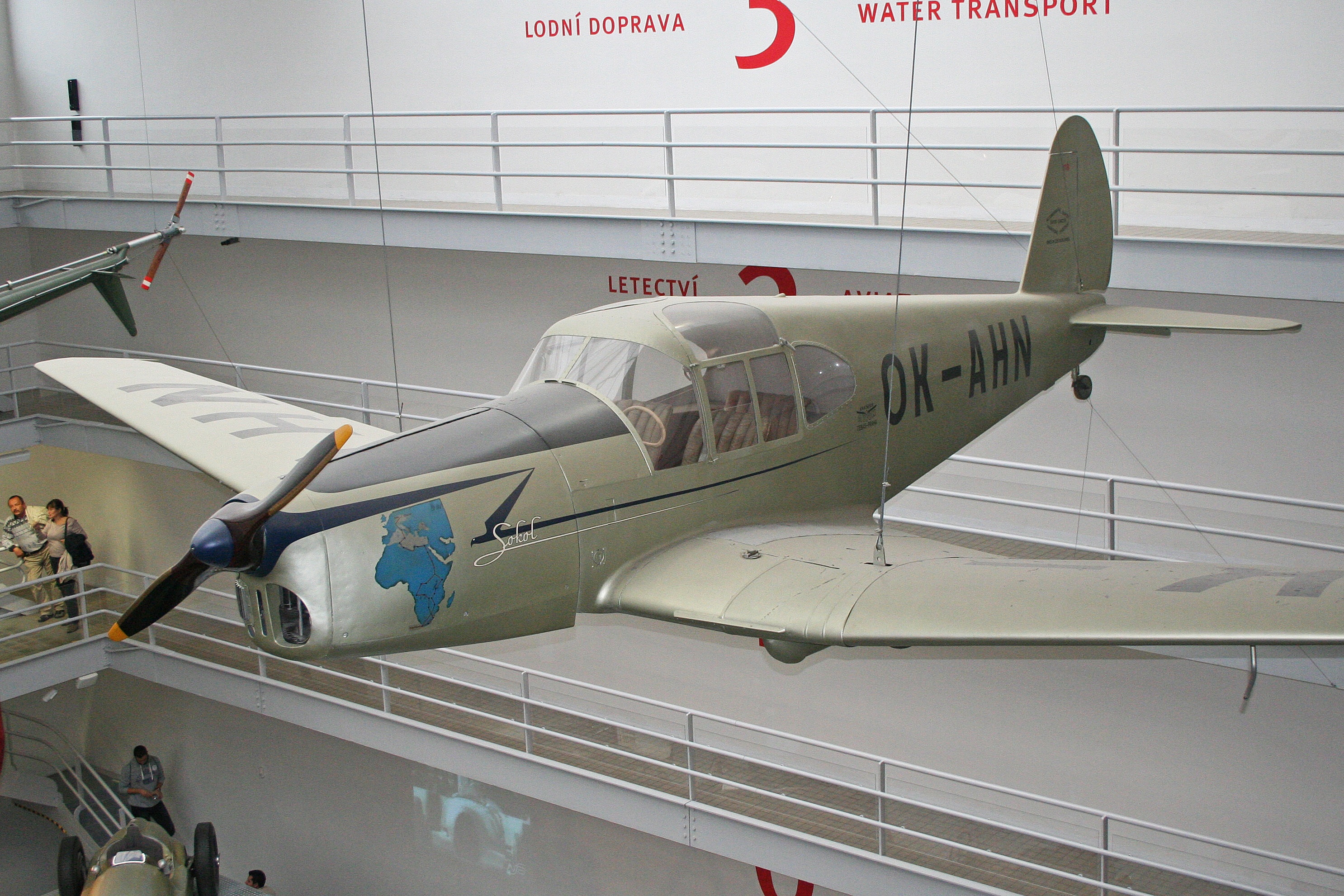
Mráz M-1C Sokol (OK-AHN), Národní technické muzeum v Praze

Detailní plán akce sdělil Klenovský všem shromážděným ve svém bytě dne 12. května 1949. Primárním cílem bylo zmocnit se dvojice letadel typu Sokol hangárovaných na letišti v Chocni, které bylo střeženo standardně dvěma příslušníky Sboru národní bezpečnosti (SNB), v jejichž výzbroji byly dlouhé palné zbraně a pistole. Jeden z nich se měl vždy nacházet na strážnici, zatímco druhý měl vždy konat obchůzku kolem areálu letiště. Strážnice byla s okolím spojena telefonní linkou, kterou bylo třeba v první řadě na určeném vytipovaném místě přerušit. Dalším krokem mělo být zneškodnění, odzbrojení a spoutání obou příslušníků SNB a to s využitím momentu překvapení spojeného s pohrůžkou použití pistole ze strany strůjců přepadu. Třetím krokem mělo být vytlačení dvojice trojmístných letadel typu Sokol z hangáru, jejich zprovoznění, start a odlet směr Frankfurt nad Mohanem.

### Rekognoskace a přípravy
Obtěžkáni zavazadly se přátelé vydali 12. května 1949 kolem 23.00 hodiny směrem k choceňskému letišti, kam dorazili asi po hodině pochodu těsně před půlnocí. Podařilo se jim nalézt a přerušit telefonní vedení mezi strážicí a okolním světem. U hangárů se skupina rozdělila. Jaroslav Valášek spolu s Janem Horníčkem se, kryti tmou, odplížili směrem ke strážnici. Vlastimil Klenovský poslal Zdeňka Mikše a Miroslava Nového za Hedou Prokopovou. Ta se měla nacházet u složených zavazadel a měla celou přepadovou akci odstartovat tím, že přijde „omylem“ na letiště a osloví strážného na pochůzce s legendou o tom, že „zabloudila“. Tím měla rozptýlit jeho pozornost a připravit vhodný okamžik pro jeho přepadení zbylými mladíky. Mikš s Novým sice dorazili k zavazadlům, ale protože zde Prokopovou nenašli, rozhodli se na ni počkat. Klenovský s Jaroslavem Valáškem mezitím objevili „strážného na pochůzce“ – praporčíka SNB Josefa Bernarda (* 1898) - jak nekoná řádně pochůzku jak by měl, nýbrž sedí v odstaveném letadle typu Čáp stojícím před hangárem a něco pojídá.

### Přepadení strážného „na pochůzce“

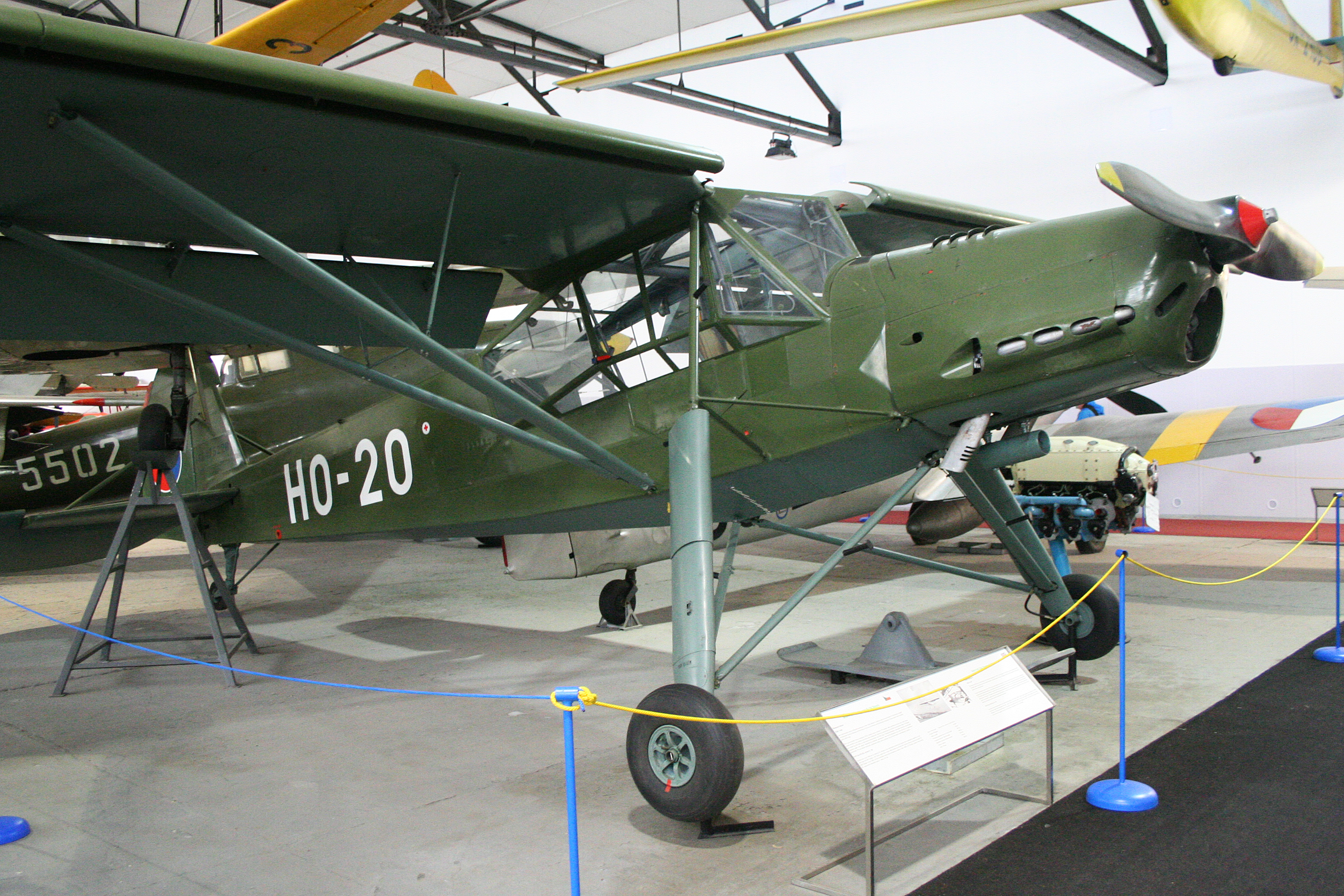
Český letoun K-65 „čáp“ (Fi-156C-7 Storch), Letecké muzeum v pražských Kbelích

Klenovský se rozhodl na nic nečekat a s pomocí Valáška (který jediný disponoval pistolí) přepadnout praporčíka přímo v kokpitu. Klenovský (s Valáškem za zády) zabušil na dvířka aeroplánu a když překvapený praporčík Bernard dvířka otevřel, začal se s ním přetahovat o jeho služební pušku. Během potyčky postřelil Klenovský Josefa Bernarda do ukazováčku na levé ruce. Na pomoc Klenovskému přispěchal Valášek, kterého jen šťastnou náhodou minul výstřel z Bernardovy pušky. V dalším pokračování potyčky výstřel z Valáškovy pistole zasáhl lučík Bernardovy služební pušky, odkud se odražený projektil zavrtal do boku letadla. Praporčík Josef Bernard byl nakonec údery pažbou pistole přemožen, přinucen opustit kokpit letadla a coby zajatec zamířil spolu s Klenovským a Valáškem ke strážnici. Během zápasu se k odstavenému letadlu typu Čáp dostavila i Prokopová, které se podařilo mezitím soustředit ostatní strůjce přepadu. Všichni společně se vydali ke strážnici.

### Přepadení strážného „na strážnici“
Výkřik „ruce vzhůru“ překvapil podřimujícího a odpočívajícího druhého příslušníka SNB Václava Pochobradského (* 1903) na strážnici nedaleko letištních budov. Pochobradský nekladl prakticky žádný odpor, což bylo dáno i tím, že hodlal již zanedlouho opustit řady SNB a chtěl odejít ze služby „živ a zdráv“. Byl odzbrojen a „dobrovolně“ připoután k židli na strážnici, kde byl ponechán. Klíčů od letadel a hangárů se zmocnil Zdeněk Mikš.

### Na letištní ploše
Josefu Bernardovi stěžujícímu si na zranění prstu Heda Prokopová ránu provizorně ošetřila a na jeho žádost jej strůjci přepadu odvedli k hangáru číslo 1, kde jej spoutali na letištní ploše, aby jej nadřízení později nenařkli z nedbalého výkonu strážní služby. Zároveň je Bernard přesvědčil o tom, že se vzdává a že budoucí vyšetřování vyzní pro něj lépe, pokud jeho služební pušku nechají opodál jako důkaz, že se odletu mladíků snažil stůj co stůj zabránit. Jeho služební pušku nechali tedy mladíci ležet na zemi jen několik metrů od Bernarda. Vyslyšeli jeho neustálé stížnosti na bolest ve zraněném, postřeleném místě, pročež mu pouta příliš neutahovali. K dovršení všeho se Bernardovi podařilo srdceryvnými řečmi o své rodině přimět Hedu Prokopovou těsně před odletem prvního stroje, aby mu poněkud povolila provazy, jimiž byl svázán na rukou.

### Odlet

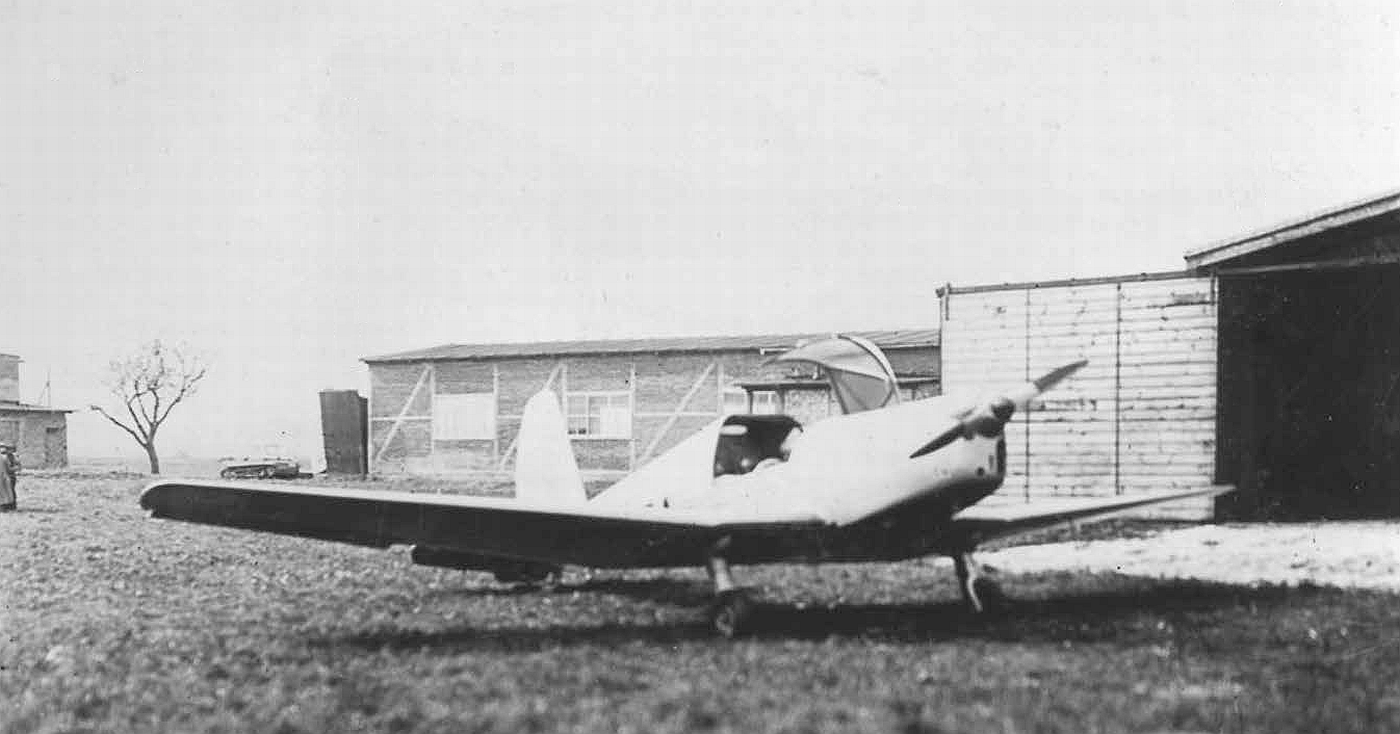
Opuštěné druhé letadlo Sokol na letištní ploše v Chocni

Mladíci otevřeli hangár a po vytlačení obou letadel typu Sokol na letištní plochu se začali chystat k odletu. (Součástí příprav na odlet bylo také časově náročné doplnění paliva do nádrží obou letadel.) První letadlo pilotoval Miroslav Nový, vedle něj na místě navigátora seděl Jaroslav Valášek a zadní sedadlo trojmístného aeroplánu obsadil Jan Horníček. Druhé letadlo pilotoval Vlastimil Klenovský, vedle něj zprava na sedadle navigátora seděl Zdeněk Mikš a zadní pozici obsadila Heda Prokopová. Posádce prvního stroje se podařilo nahodit motor o poznání dříve, než se to podařilo Klenovskému. Praporčík SNB Josef Bernard se tou dobou nacházel svázaný na letištní ploše ve vzdálenosti asi 30 metrů za druhým letadlem a z tohoto letadla na něj prakticky nikdo z posádky neviděl. (Posádka měla plné ruce práce s nahozením motoru a studiem mapy.)
Ještě než se druhý stroj stačil rozjet ke startu, situaci na letištní ploše ovládl praporčík SNB Josef Bernard, který se mezitím osvobodil z částečně povolených pout, zmocnil se pohozené služební zbraně a přistoupil k nejbližšímu (tj. druhému) aeroplánu. Zcela chladnokrevně střelbou z bezprostřední blízkosti nejprve smrtelně zasáhl pilota Klenovského. Druhý výstřel původně určený Zdeňku Mikšovi jej díky jeho duchapřítomnosti (nebyl ještě upoután popruhy k sedadlu a stačil se na poslední chvíli sehnout) pouze vážně zranil. Mikš se po něm zhroutil do sedadla, předstíral smrt a pozoroval Bernarda, co bude dělat dál. Třetí smrtící výstřel z Bernardovy služební zbraně ihned poté zasáhl a zabil vzadu sedící Prokopovou. Klenovský i Prokopová byli na místě mrtví. 
Najednou slyším prásknutí, myslel jsem, že to prásklo v motoru. Najednou slyším jak Heda říká: „Vlastíku, on tě střelil?“ Já jsem se takhle podíval na Vlastíka a tomu už jen tak dvakrát klesla hlava a zůstal viset v popruhách. A já, jak jsem se takhle votočil, tak jsem zahlíd koutkem voka, že za tou kabinou stojí ten esenbák a míří na mě tou puškou. Tak jsem se prudce sehnul a dík tomu, že jsem nebyl ukurtovanej, tak jsem se mohl sehnout a v důsledku toho mám prostřelenou páteř, tady v ramenním kloubu se ta kulka votočila, roztrhla plíce a dodnes mám projektil ještě v plicích. Já jsem zůstal jako že jsem mrtvej. A hned tato střelil Hedu, ta jenom chvilku chroptěla a konec. Ta už neřekla ani slovo.
Zdeněk Mikš, O střelbě Bernarda na posádku druhého letadla, 
Mezitím první stroj již pojížděl na startovací dráhu, ale praporčík SNB Josef Bernard mu nevěnoval dále pozornost, nesnažil se mu zabránit v odletu nýbrž se vydal směrem ke strážnici telefonovat pro pomoc.
Vlastimil Mikš využil Bernardovy nedůslednosti; ač zraněn, dostal se z letounu a dobelhal se k ještě rolujícímu a plně naloženému letadlu se svými třemi kamarády. (Ti se právě kurtovali a připravovali ke startu.) Rychle jim vylíčil situaci, ale jeho prosbu o vzetí na palubu posádka odmítla se slovy „Promiň, Zdeňku, jsme plný“" a odstartovali. S úsvitem první letadlo odstartovalo směrem na Sušici a zanechalo zraněného Mikše na letišti. Zdeněk Mikš se vrátil k osamělému druhému letadlu, uvažoval o tom, že pro nedostatek času odstartuje i s mrtvými na palubě, ale aeroplán byl Bernardovo střelbou natolik poškozen, že byl neschopen letu.
S nasazení všech sil zraněný Mikš opustil areál letiště a posléze se dostal za svojí známou do Vysokého Mýta s tím, že mu pomůže. Závažnost jeho střelného poranění jej nakonec přinutila vyhledat lékaře. Mikšova známá mu sice zprostředkovala lékařské ošetření, ale doktor prohlásil, že střelné poranění je povinen hlásit SNB. Mikš utekl z ordinace, ale zanedlouho byl dopaden, zatčen a odvezen do nemocnice ve Vysokém Mýtě.

### Prvý stroj

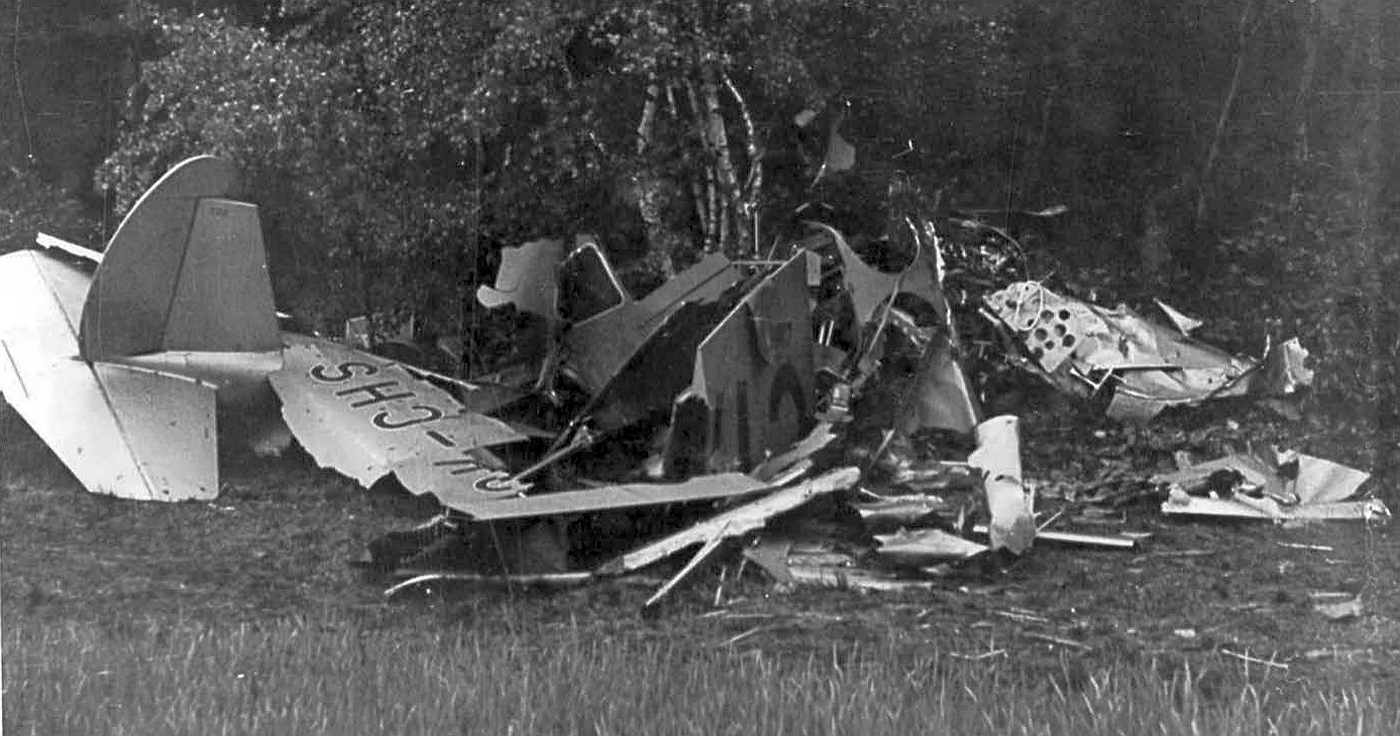
Trosky prvního letounu Sokol u obce Suchá na Šumavě

Nepříznivá meteorologická situace zkomplikovala let prvního letadla, kterému se podařilo odstartovat z Chocně a nabrat kurz ve směru na Frankfurt nad Mohanem. Aeroplán ztratil orientaci a nízká základna mraků přinutila pilota Jaroslava Valáška k přízemnímu letu. V oblasti pohraničních hor vehnala mlha stroj do úzkého údolí u obce Suchá. Během manévru za účelem odvrácení střetu s protisvahem minulo letadlo, kterému údajně nefungoval zatáčkoměr, stavení rodiny Jarolímových, ale křídlem zavadilo o zem a havarovalo. Přežili všichni tři členové posádky: Valášek měl zlomenou levou ruku v zápěstí, Nový zase nohu, jen Horníček vyvázl jako zázrakem bez zranění jen s odřeninami. Valášek s Horníčkem vyprostili z vraku letadla  Nového, který nebyl schopen chůze a donesli jej do stavení k Jarolímovým.
Další chůze byl schopen jen Valášek s Horníčkem, kterým poskytl místní občan Vojtěch Chalupský (* 1919) ze Suché mapu. Na jeho přímluvu je mlynář Jan Luhan (* 1909) z Puchverku doprovodil až k obci Keply a tam jim ukázal jen další cestu směrem ke státním hranicím. Cestou totiž dostal mlynář strach z následků pomoci uprchlíkům a tak se od nich odpojil. Bolesti ruky přemohly Valáška u hájovny v oblasti bývalé Staré Huti mezi obcemi Keply a Zhůří. Valášek šel do hájovny požádat o pomoc, hajný Zadák oba příchozí pozdržel a předal SNB.
Rodina Jarolímových poskytla Novému první pomoc, ale nakonec byl po vzájemné dohodě zavolán lékař, který Nového sice ošetřil, ale zároveň musel nahlásit případ SNB.
Nakonec tak byli všichni tři členové posádky prvního letadla zatčeni a v následném politickém procesu odsouzeni k vysokým trestům odnětí svobody.

### Soudní dohry
Čin odporu proti nastupujícímu komunistickému režimu ohodnotil státní soud v srpnu 1949 pro přeživší letce tresty odnětí svobody v rozmezí od třiceti let do doživotí. (Původně obžaloba požadovala pro všechny tresty smrti.) Z komunistických vězení se dostali až na základě amnestie prezidenta republiky Antonína Novotného v roce 1962. Po roce 1990 byli strůjci přepadu choceňského letiště rehabilitováni. Šumavští občané Vojtěch Chalupský ze Suché a mlynář Jan Luhan z Puchverku odešli od státního soudu s trestem 8 měsíců odnětí svobody a navíc jim byl vyměřen peněžitý trest.
Praporčík SNB Josef Bernard byl vyšetřován pro podezření z vraždy. Přitěžující okolností bylo jeho nepředpisové chování na letišti, kdy místo obchůzky a střežení choceňského letiště odpočíval v kokpitu odstaveného aeroplánu a jedl. (V kabině letounu se v rámci vyšetřování našel do boku pláště stroje zavrtaný projektil z pistole a zbytek nedojedeného řízku.)
Kriminalisté zároveň shledali i neadekvátním jeho postup poté, co se mu podařilo osvobodit se z pout. Služební zbraň měl Bernard použít k poškození obou letounů tak, aby je zneprovoznil, zabránil jejich krádeži a technicky tak znemožnil odlet osob. Místo toho, aby svou pozornost věnoval prvnímu ke startu připravenému letounu, soustředil se na eliminaci potenciálních svědků své nedbalosti ve druhém letadle. Vraždu dvou mladých lidí a těžké ublížení na zdraví třetí osobě ale soud v případě praporčíka SNB Josefa Bernarda nakonec nesoudil a tudíž ani nepotrestal.

### Další osudy příslušníků SNB
- Událost na choceňském letišti poznamenala další služební postup praporčíka SNB Josefa Bernarda. Odmítal zařazení do výkonné služby, žil v permanentních obavách z případné odplaty a nakonec byl přeložen na vyšší služební místo do Hradce Králové. Obav z odplaty se ale ani tímto nezbavil.[3]
- Příslušník SNB Václav Pochobradský odešel zanedlouho po přepadení choceňského letiště do civilu tak, jak si původně plánoval.[3]

## Poznámka na závěr
Mladí a nerozvážní strůjci přepadu na choceňském letišti se dopustili hned dvou chyb. Porušili mezi sebou dříve uzavřenou interní dohodu, že s sebou do nebezpečného a riskantního „podniku“ nebudou brát žádnou ženu. A byla to právě Heda Prokopová, kdo příslušníkovi SNB Josefu Bernardovi povolila (na základě jeho nářků) příliš pouta, z nichž se později tento vymanil.

## Památka
- Na letišti ve Dvořisku (část města Chocně) byla instalována na budově letištní věže pamětní deska s uměleckým portrétem Vlastimila Klenovského a s následujícím textem: IN MEMORIAM / VLASTIMIL KLENOVSKÝ / PILOT, 13.9.1927 - 13.5.1949 / NA TOMTO MÍSTĚ ZASTŘELEN V LETADLE / S PŘÍTELKYNÍ HEDOU PROKOPOVOU / PŘI POKUSU O EMIGRACI / Z KOMUNISTICKÉHO ČESKOSLOVENSKA.[3] Pamětní desku navrhl svému strýci Vlastimilu Klenovskému Jaroslav Klenovský a uměleckou realizaci provedl moravský akademický sochař řeckého původu Nikos Armutidis. Pamětní deska byla slavnostně odhalena v soboru 11. června 2016 v 16 hodin při leteckém dni Choceňské nebe.[4]
- Na jedné z 247 symbolických náhrobních kamenných desek instalovaných na čestném pohřebišti (oficiální název: Čestné pohřebiště popravených a umučených z padesátých let – třetí odboj) v severní části Ďáblického hřbitova v Praze je uvedeno i jméno Vlastimila Klenovského (VLASTIMIL KLENOVSKÝ *13. 9. 1927 †13. 5. 1949). Desky jsou uspořádány v několika segmentech (skupinách) vzájemně oddělených živým plotem a jsou chronologicky seřazeny podle data úmrtí. Čestné pohřebiště bylo zbudováno v letech 1990 až 1992 podle návrhu architekta Ladislava Šponara na popud Konfederace politických vězňů a Svazu bývalých politických vězňů.[7]